# Большерогий олень
Большерогий олень, или широкорогий олень, или гигантский олень, или ирландский лось (лат. Megaloceros giganteus), — вымершее парнокопытное млекопитающее из рода Гигантских оленей (Megaloceros). Внешне сходен с ланью, но намного крупнее. Существовал в плейстоцене и раннем голоцене. Отличался крупным ростом и огромными (до 3,5 м в размахе и весом до 40 кг) рогами, сильно расширенными вверху в форме лопаты с несколькими небольшими отростками. Строение зубов, конечностей и рогов показывает, что большерогий олень обитал на влажных пойменных лугах, в степях, лесостепях, питался травянистой растительностью. Жить в густых лесах могли только самки или самцы, сбросившие рога —  самцу с рогами было бы сложно там передвигаться. Достигал высоты в холке 1,8 м, а массы до 1 тонны, в среднем до 600—700 кг, примерно, как крупный лось, но более коренастого сложения. Самые ранние ископаемые находки датируются возрастом около 400 тыс. лет назад.

### Вымирание
Учёные называют причиной вымирания этого оленя наступление леса на открытые пространства, где ему сложнее было обитать, а также охоту древних людей, так как на такой огромной территории, как север Евразии, всегда оставались не заросшие лесом пространства, степи и лесостепи. До расселения человека, при циклических похолоданиях и увлажнениях климата, олени могли постепенно мигрировать на юг, в степные и лесостепные регионы, но с расселением людей — охотников в долинах рек, на путях миграции оленей, таких возможностей у этого вида не осталось. Его вымирание стало частью общего процесса вымирания крупных животных, которому подверглись и многие другие виды. Был распространён в Европе, Северной Азии и Северной Африке. Особенно много скелетов обнаружено в торфяниках Ирландии, откуда происходит и типовой экземпляр вида  На территории бывшего СССР больше всего ископаемых остатков большерогого оленя встречается в стоянках человека древнего каменного века в средних и южных широтах, включая Крым, Северный Кавказ и Казахстан; целые скелеты найдены на территории Рязанской и Свердловской областей. В Западной Сибири гигантские олени вымерли около 7000 лет назад, в Восточной Сибири найдены остатки гигантского оленя возрастом от 6 до 3 тыс. лет назад (середина голоцена), со следами охоты и разделки первобытными людьми, что также свидетельствует в пользу антропогенного фактора вымирания. Версия о том, что очень большой размах рогов привёл к вымиранию этого оленя, как следствие пагубной специализации к открытым пространствам, в последних исследованиях была опровергнута, так как было доказано, что разные подвиды данного вида могли иметь и небольшие рога, обитали они также и в лесных регионах. Также одним из факторов вымирания могла быть пищевая конкуренция с лосем, более приспособленным к жизни в лесу.

### Экспонаты в музеях
Найденные и восстановленные ископаемые скелеты большерогого оленя, черепа с рогами экспонируются в некоторых музеях Европы, России, Казахстана, в том числе, в Палеонтологическом музее в Москве, в Пензенском краеведческом музее, в музее-заповеднике «Костёнки», в Павлодарском областном историко—краеведческом музее.
Наиболее полный скелет гигантского оленя на территории России и Казахстана был найден в Павлодарской области Казахстана, на берегу Иртыша, и экспонируется в Павлодарском областном историко—краеведческом музее.

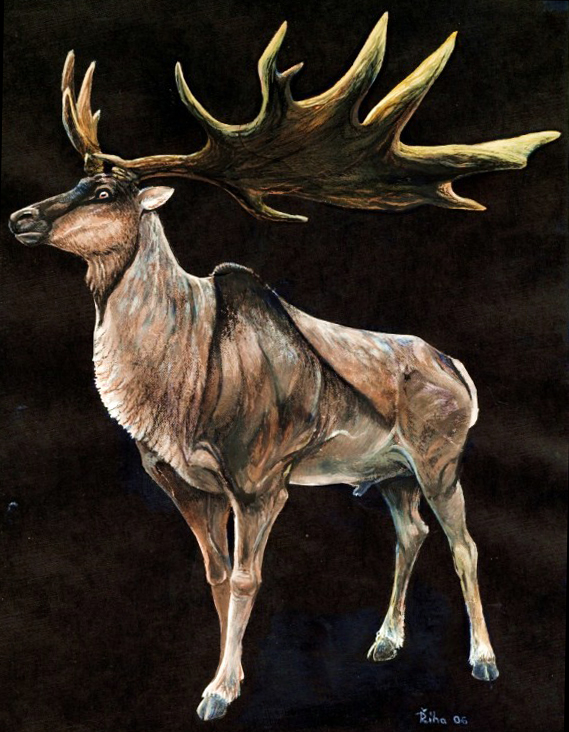
Реконструкция большерогого оленя
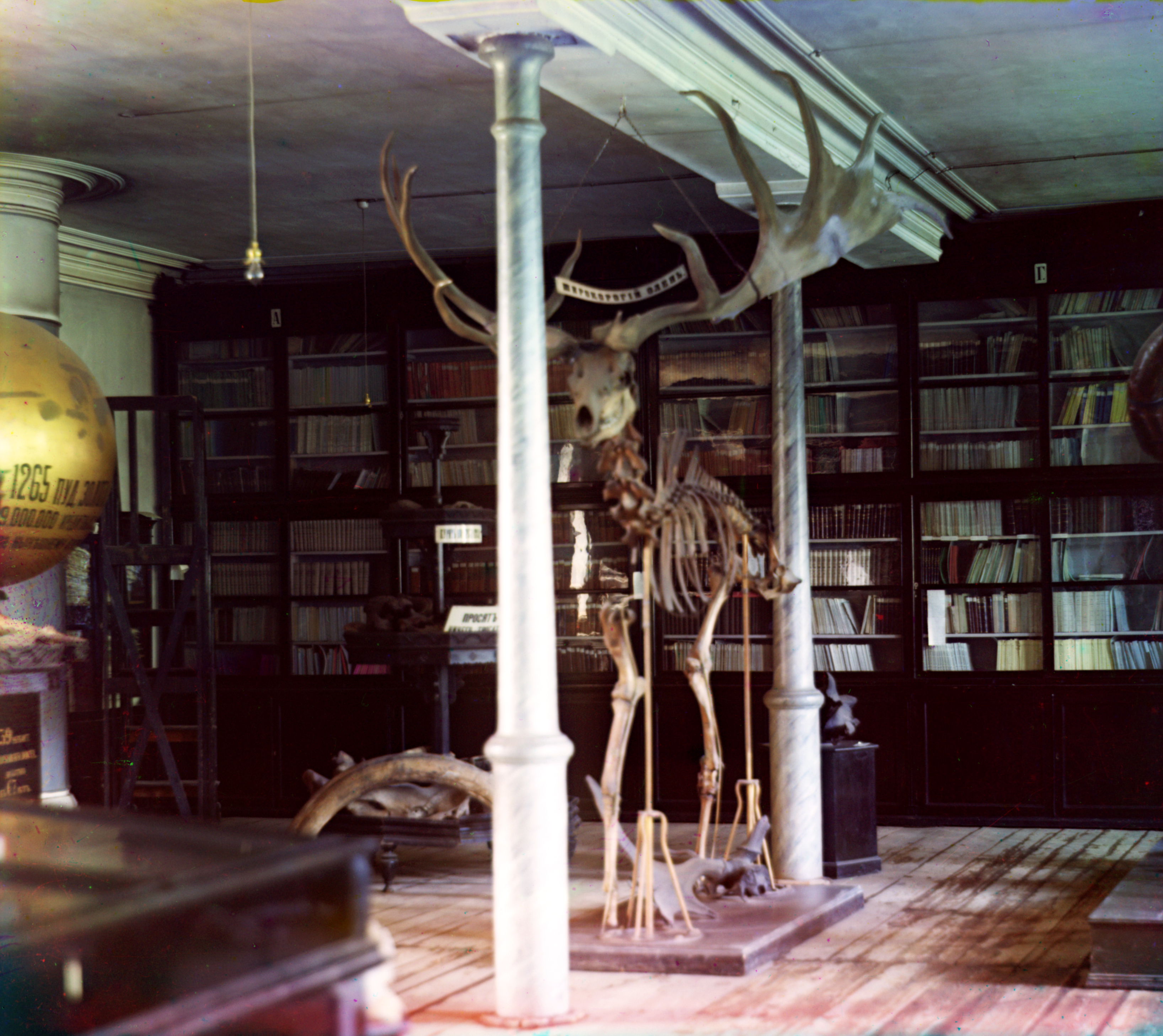
Скелет из коллекции УОЛЕ
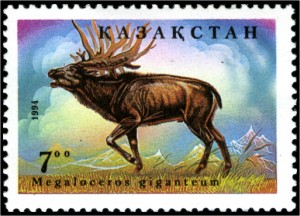
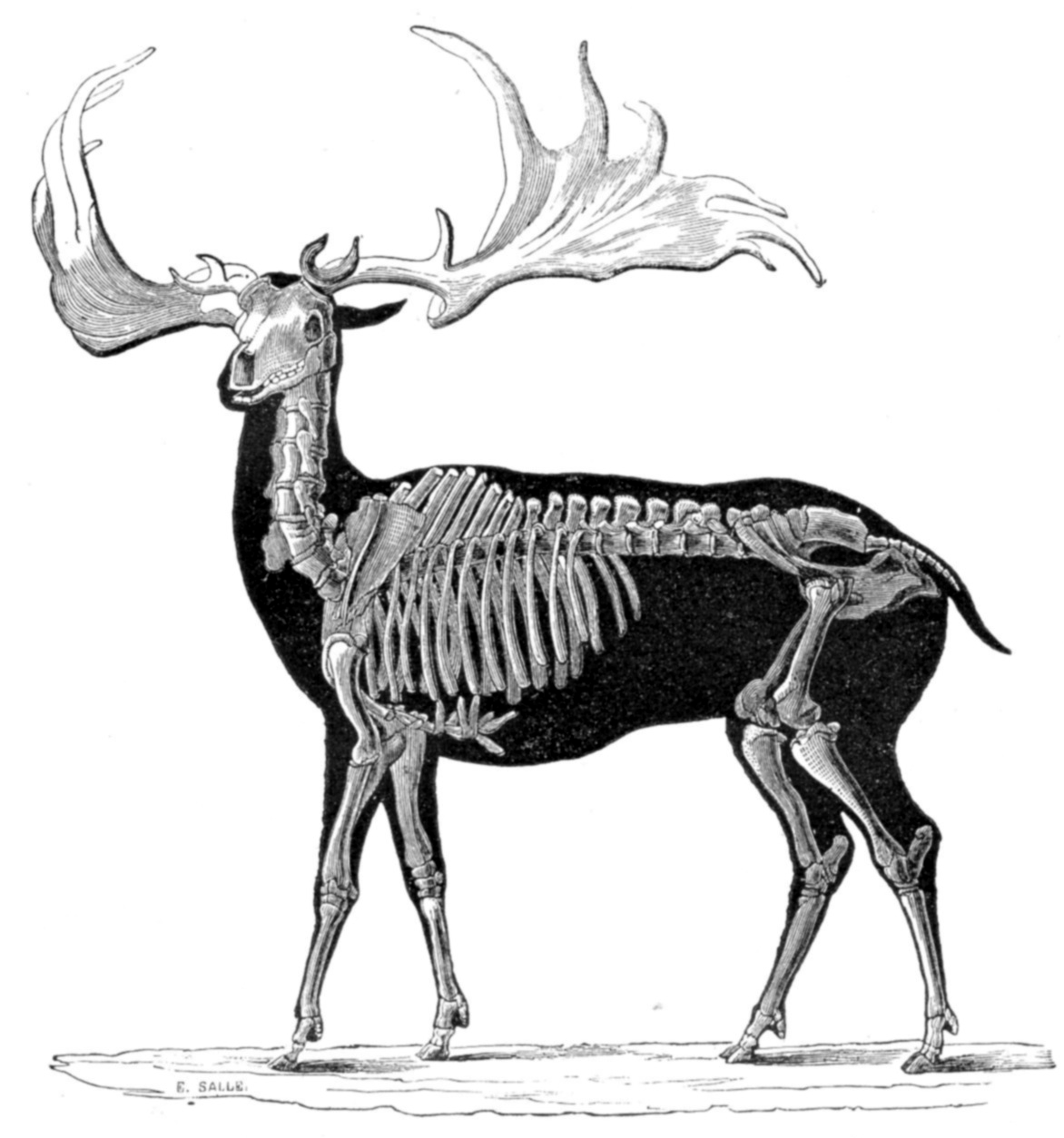
Схема скелета
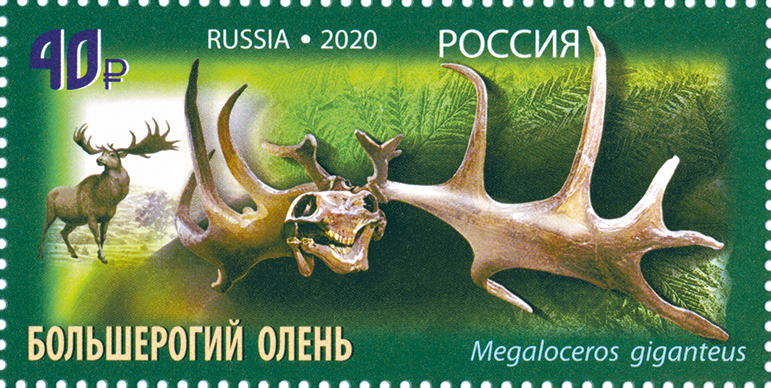
Почтовая марка 2020 Россия. Большерогий олень